# Dietrich Oppenberg

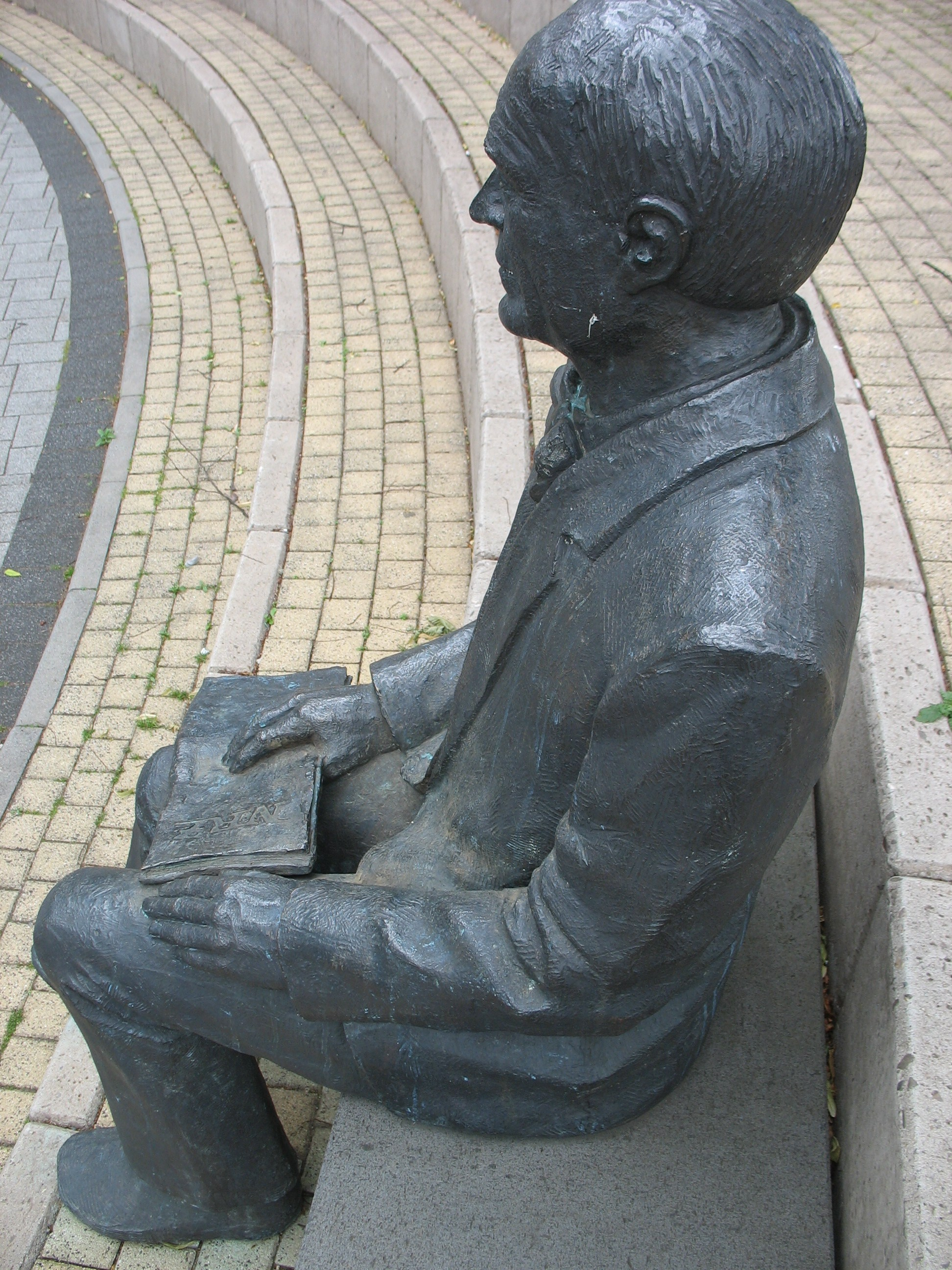
Plastik auf dem Dietrich-Oppenberg-Platz in Essen

Dietrich Oppenberg (* 29. Juli 1917 in Essen; † 24. März 2000 ebenda) war ein deutscher Verleger und Gründer der Regionalzeitung Neue Ruhr Zeitung.

## Leben
Nach dem Abschluss der Realschule 1933 absolvierte er eine dreijährige Lehrzeit in einer Essener Anwaltskanzlei, obwohl sein Hauptinteresse von Anfang der Politik galt. Er trat der damals verbotenen SAPD-Jugendorganisation Sozialistischer Jugend-Verband Deutschlands (SJVD) bei und wurde infolgedessen 1936 wegen illegaler politischer Betätigung zu einer Zuchthausstrafe von zwei Jahren und neun Monaten verurteilt, man warf ihm Vorbereitung zum Hochverrat vor. Darüber hinaus stand er bis 1945 unter Gestapo-Aufsicht. Dennoch ermöglichte es ihm ausgerechnet der völkische Nationalist Theodor Reismann-Grone, Weggenosse Alfred Hugenbergs und späterer Essener Oberbürgermeister, sich in dessen Verlagshaus bei der Rheinisch-Westfälischen Zeitung mit verschiedenen Tätigkeiten über die Kriegsjahre bis 1945 über Wasser zu halten.
Nachdem ihm im April 1945 die kaufmännische Leitung des Druckhauses Sachsenstrasse übertragen worden war, erhielt er von den britischen Besatzungsbehörden ein Jahr später die Lizenzen für das Rhein-Echo (Düsseldorf) und die Neue Ruhr Zeitung (Essen), deren Verleger und Herausgeber er bis zum Zusammenschluss
mit der WAZ-Mediengruppe 1975 blieb. Er engagierte Erich Brost, der 1948 die Westdeutsche Allgemeine Zeitung gründete, als ersten Chefredakteur der Neuen Ruhr Zeitung.
Ebenfalls seit 1946 beteiligte sich Dietrich Oppenberg maßgeblich mit am Aufbau des von ihm mitgegründeten Versorgungswerks der Presse, wo er ab 1951 als Vorsitzender des Verwaltungsrats fungierte. Zeitgleich hatte er auch den Vorstandsvorsitz des Vereins Rheinisch-Westfälischer Zeitungsverleger inne. Dazu kamen 1956 die Mitgliedschaft im Deutschen Presserat, zu dessen Sprecher er mehrfach bis zum Jahre 1972 gewählt wurde, sowie zahlreiche weitere Ämter im Bereich Verlags- und Pressewesen.
Zwischen 1982 und 1997 war er Verleger der Verlagsgruppe Econ, Claassen, Marion von Schröder (damals noch in Düsseldorf, inzwischen fusioniert mit den Ullstein Buchverlagen, Berlin).

## Stiftungen und Medienpreise
Seit 1991 vergibt die Stiftung Dietrich Oppenberg den Albert Renger-Patzsch-Preis, einen mit 25.000 Euro dotierten europäischen Fotobuchpreis, zusammen mit der Fotografischen Sammlung im Museum Folkwang.
Daneben gibt es den Dietrich Oppenberg-Medienpreis (dotiert mit bis zu 5.000 €) der Stiftung Lesen für junge Journalisten sowie den Medienpreis der Stiftung Presse-Haus NRZ.

## Auszeichnungen
Aufgrund seiner Verdienste für das deutsche Verlagswesen wurde Oppenberg am 8. Juli 1977 durch Bundespräsident Walter Scheel das Große Bundesverdienstkreuz verliehen.
Am 18. September 1986 wurde er mit dem Verdienstorden des Landes Nordrhein-Westfalen ausgezeichnet.
1992 erhielt er die Auszeichnung Prof. Dr. h. c. von der Ruhr-Universität Bochum für seine Arbeiten im Bereich Publizistik und Kommunikationswissenschaft.
Die Dietrich Oppenberg Akademie für hospizliche Bildung und Kultur mit Hauptsitz in Essen-Steele wurde ebenso nach ihm benannt wie der Dietrich-Oppenberg-Platz im Essener Ostviertel, wo sich auch das Verlagshaus der Neuen Ruhr Zeitung befindet.